# Coeluridae
Famille
Genres de rang inférieur
- † Aristosuchus
- † Chuandongocoelurus
- † Coelurus
- † Coeluroides
- † Iliosuchus
- † Inosaurus
- † ?Juravenator
- † Kakuru
- † Ornitholestes
- † Sinocoelurus
- † Tanycolagreus
- † Teinurosaurus

Les Coeluridae forment une famille de dinosaures théropodes du clade des Tyrannosauroidea.
On retrouve officiellement dans cette famille les genres Coelurus et Tanycolagreus.

## Taxonomie

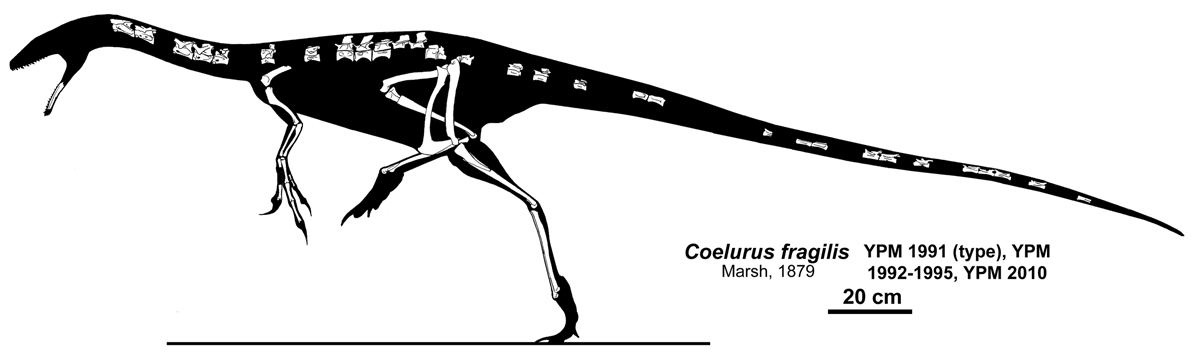
Silhouette de l'holotype de Coelurus fragilis avec, en blanc, les os retrouvés.

Ce sont de petits théropodes agiles à trois et leur place parmi les coelurosauriens a toujours été instable. Mais on sait maintenant qu'ils se rapprochent plus des Tyrannosauroidea, certains les incluent même dans ce groupe comme étant les membres les plus basaux[réf. nécessaire].